# Mary Docter
Mary Docter (Madison, 11 februari 1961) is een schaatsster uit de Verenigde Staten. Ze vertegenwoordigde haar vaderland op de Olympische Winterspelen 1980 in Lake Placid, de Olympische Winterspelen 1984 in Sarajevo, de Olympische Winterspelen 1988 in Calgary en de Olympische Winterspelen 1992 in Albertville.
In december 1991 maakte Docter bekend dat ze al jaren aan een marihuana-, cocaïne- en alcoholverslaving leed en geruime tijd in een afkickkliniek had gezeten.
Mary is de oudere zus van schaatsster Sarah Docter.

## Resultaten

### Olympische Spelen
| Jaar | Plaats      | Resultaten                                   |
| ---- | ----------- | -------------------------------------------- |
| 1980 | Lake Placid | 12e 1500 meter 6e 3000 meter                 |
| 1984 | Sarajevo    | 24e 1000 meter 14e 1500 meter 6e 3000 meter  |
| 1988 | Calgary     | 19e 3000 meter 11e 5000 meter                |
| 1992 | Albertville | 15e 1500 meter 14e 3000 meter 17e 5000 meter |

### Wereldkampioenschappen
| Jaar                      | Plaats                 | Resultaten             |
| ------------------------- | ---------------------- | ---------------------- |
| 1979 Allround             | Den Haag               | 15e Allround           |
| 1981 Allround             | Sainte-Foy             | 12e Allround           |
| 1982 Allround             | Inzell                 | 12e Allround           |
| 1983 Allround             | Karl-Marx-Stadt        | DNF Allround           |
| 1984 Allround             | Deventer               | 10e Allround           |
| 1989 Allround 1989 Sprint | Lake Placid Heerenveen | 4e Allround 26e Sprint |
| 1992 Allround             | Heerenveen             | 11e Allround           |

### Wereldkampioenschappen junioren
| Jaar          | Plaats | Resultaten  |
| ------------- | ------ | ----------- |
| 1980 Allround | Assen  | 4e Allround |

### Wereldbeker
| Seizoen   | 500 m | 1000 m | 1500 m | 3000 & 5000 m |
| --------- | ----- | ------ | ------ | ------------- |
| 1987/1988 | -     | -      | 28e    | 21e           |
| 1988/1989 | 17e   | 19e    | 11e    | 14e           |
| 1991/1992 | -     | -      | 35e    | 16e           |

## Persoonlijke records
| Afstand    | Tijd    | Datum            | Baan       |
| ---------- | ------- | ---------------- | ---------- |
| 500 meter  | 42,79   | 29 januari 1989  | Calgary    |
| 1000 meter | 1.23,10 | 25 februari 1989 | Heerenveen |
| 1500 meter | 2.06,56 | 29 januari 1989  | Calgary    |
| 3000 meter | 4.25,96 | 28 januari 1989  | Calgary    |
| 5000 meter | 7.37,00 | 13 februari 1988 | Calgary    |